# Abéché

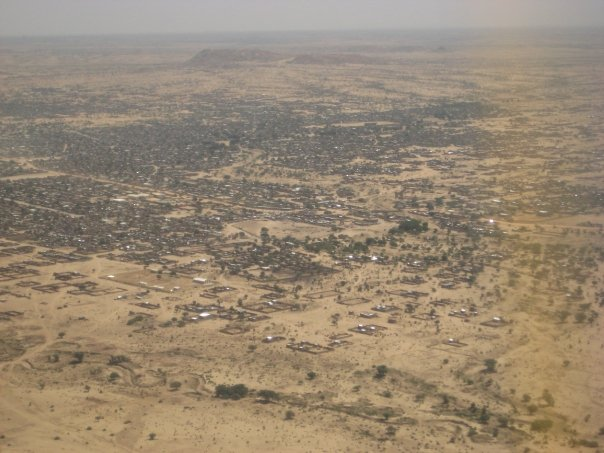
Vue aérienne d'Abéché

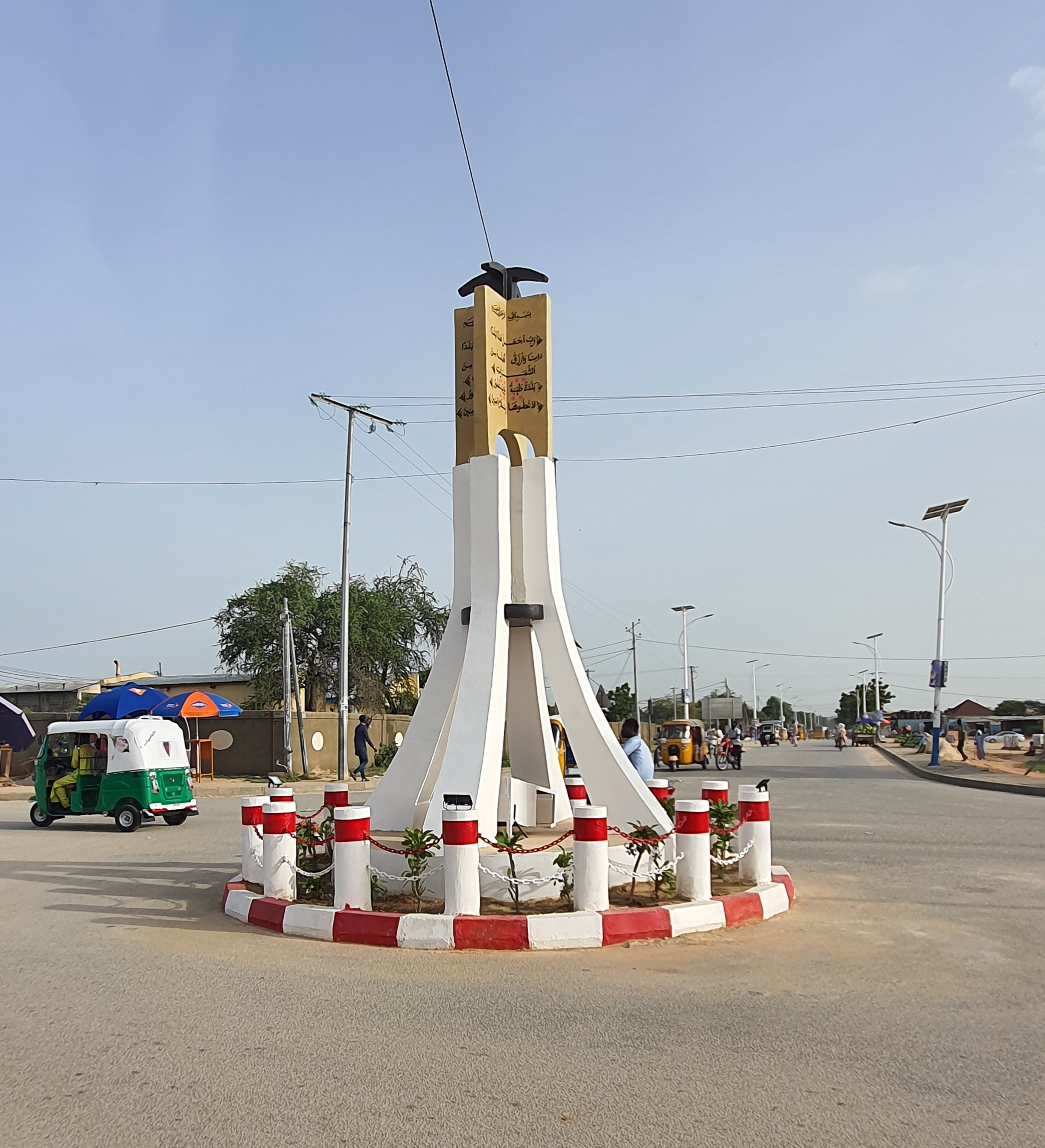
Rond-point d'Abéché

Abéché (en arabe : أبشي, ʾAbishī) est la troisième ville la plus peuplée du Tchad après N'Djaména, la capitale, et Moundou, la capitale économique. Elle est le chef-lieu de la région du Ouaddaï et du département de Ouara. Son économie repose essentiellement sur le commerce et la vente de bétail.

## Géographie

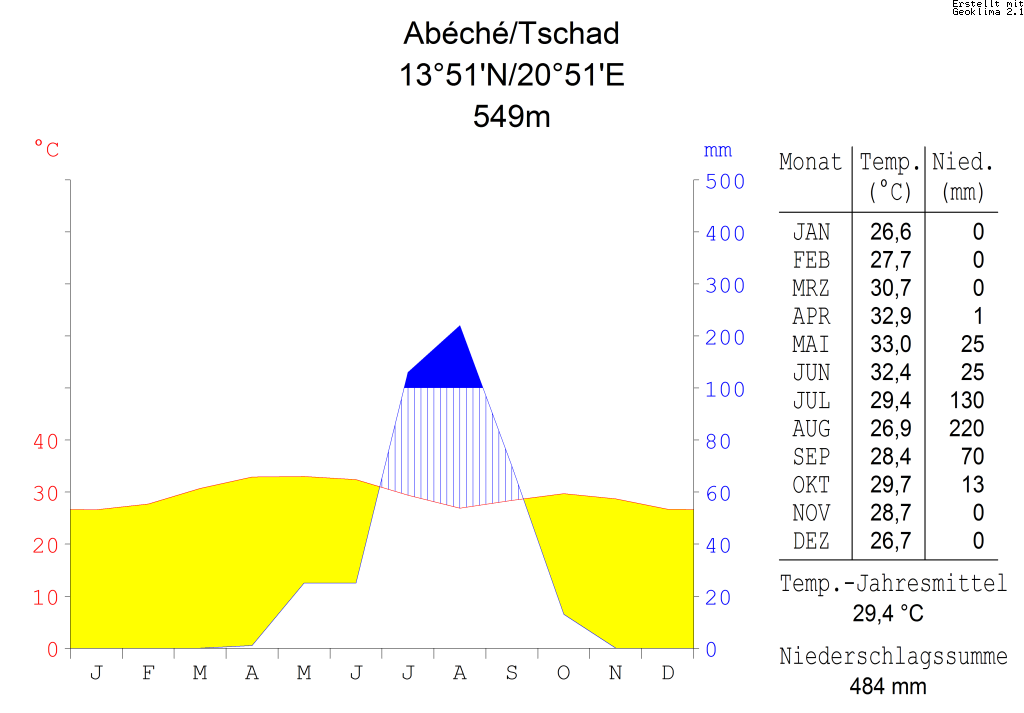
Graphique mensuel des températures et des précipitations.

Abéché est situé dans le massif de l'Ouaddaï et sa population est de 78 531 habitants en 2008.

## Histoire
Abéché, ou Abou-Aché, signifie en arabe local du Tchad « le père d'Aché ».
Le 15 novembre 1917, alors qu'elle faisait partie de l'Afrique-Équatoriale française, elle a été le lieu d'un massacre de notables et religieux par l'armée française, le massacre des coupe-coupe au moins 76 personnes, dont 20 faki (maîtres d’école coranique). Ils sont décapités et leurs têtes ornent l’entrée est du village, à l’emplacement de l’actuel monument aux morts. Ce massacre, provoqué par des soupçons de complot, fait également 440 morts à Biltine. Le commandant Gérard, responsable des tueries, est mis à la retraite anticipée.
En 1936, Paul Fabre (1894-1977) a reçu le prix de littérature coloniale pour Les heures d'Abéché. Ce roman autobiographique raconte la vie d'un jeune instituteur français en poste à Abéché. Un précédent roman, La Randonnée, décrit le long voyage jusqu'à cette ville. Les souvenirs tchadiens de Paul Fabre (aquarelles du Dr Malval, gouaches de Gustave Hervigo, objets traditionnels et une vingtaine de photos d'Abéché prises dans les années 1920) ont été légués par sa famille au Musée Matheysin (La Mure, Isère).
En tant que carrefour entre le nord et le sud du Tchad, elle a fait l'objet de plusieurs batailles pour son contrôle.
L'une d'entre elles opposa le 5 mars 1979, durant la première guerre civile tchadienne, un millier de combattants du Conseil démocratique révolutionnaire, une faction pro-libyenne du FROLINAT, rallié à Ahmat Acyl (en), à un contingent tchadien et français de l’opération Tacaud. Le CRD fut repoussé en perdant dans les 300 hommes, les militaires français ayant un tué et un blessé grave.

## Économie
Route trans-sahélienne Dakar (Sénégal) — N'Djamena (Tchad) passe par Abéché. 
Abéché est un nœud caravanier, c'est aussi un marché de la viande.
Abéché possède un aéroport, l'aéroport d'Abéché (code AITA : AEH).
C'est un centre de commerce qui s'est développé grâce au trafic routier en direction de l'est du Soudan et au trajet des caravanes passant dans le nord du pays vers la Libye. Le commerce porte sur l'élevage, le poisson séché, les peaux et les cuirs, la gomme arabique, les dattes, le sel et l'indigo. La ville est également célèbre pour le tissage des tapis, tanneries et la maroquinerie (exploitation toujours traditionnelle). Outre sa fonction commerciale, Abéché est une région de fermes et d'élevage, en particulier de bovins et d'ovins, et elle possède une usine de conditionnement de la viande.

## Éducation

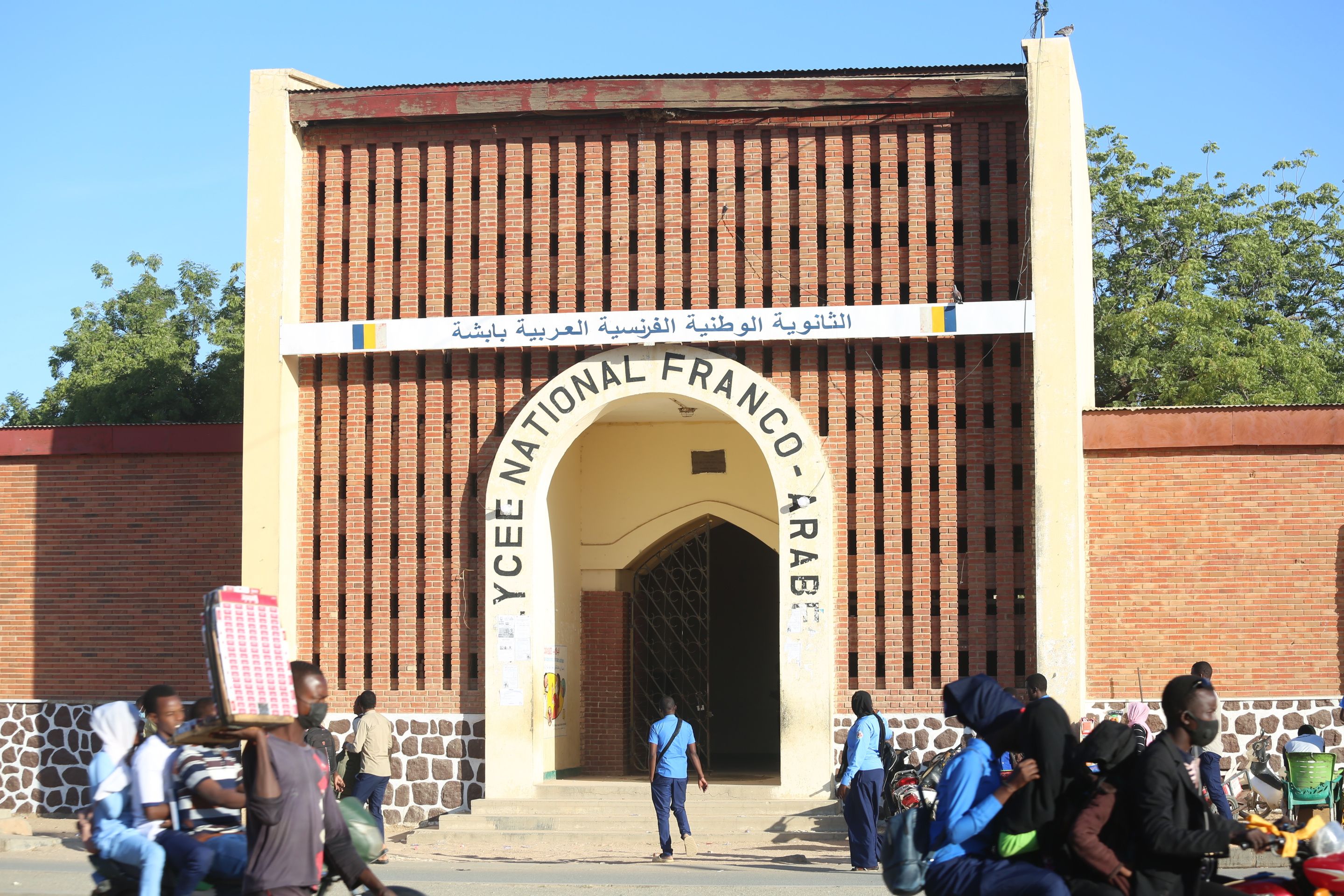
Lycée franco arabe d'Abéché

Abéché abrite plusieurs établissements scolaires et universitaires :
- Lycée National Franco-arabe
- Lycée d'Amsiego
- Lycée Boustane Al-arifne
- Lycée Mahamat Yakhoub Dobio
- Lycée Cheikh Hamdan ben Rachid Almaktoum 2
- Lycée Bilingue Hissein Mahamat Itno
- Lycée Cheikh Tanoun
- Lycée féminin Ibni Kinana
- Lycée Azhar Alsharif
- Lycée Feminin
- Lycée d’Enseignement Technique Commercial

lycée d'Enseignement Technique industriel 
- Université Adam Barka d'Abéché
- École normale supérieure
- École nationale des agents sanitaires
- Institut national des sciences et techniques d'Abéché (IUSTA), créé en avril 1997

## Personnalités nées à Abéché
- Pape Diouf (1951-2020), dirigeant de football franco-sénégalais
- Mahamat Saleh Haroun (1961-), réalisateur
- Khayar Oumar Defallah (né vers 1944), écrivain
- Abderrahman Izzo Miskine (1952-2010), homme politique tchadien
- Mahamat Ahmat Alhabo (1953-), ministre et opposant tchadien
- Youssouf Saleh Abbas (1953-), homme politique tchadien
- Tallafe (1981-), artiste franco-tchadien
- Mahamat Djarma Khatir ( 1943), homme politique tchadien
- Khayar Oumar Defallah (1944), homme politique, écrivain et acteur tchadien
- Abdelkerim Souleyman Terio (1978),  historien, essayiste, et romancier tchadien

## Galerie

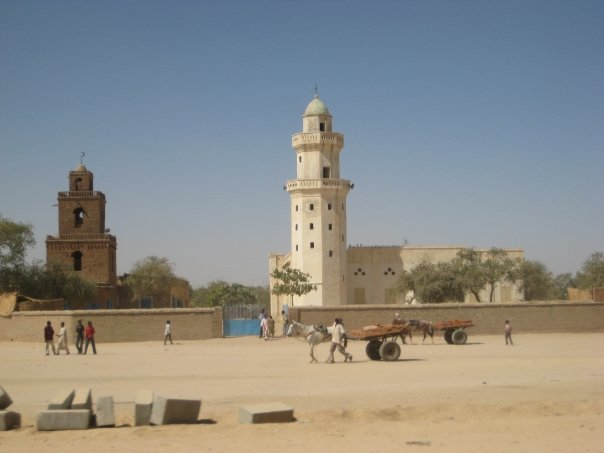
Les deux mosquées
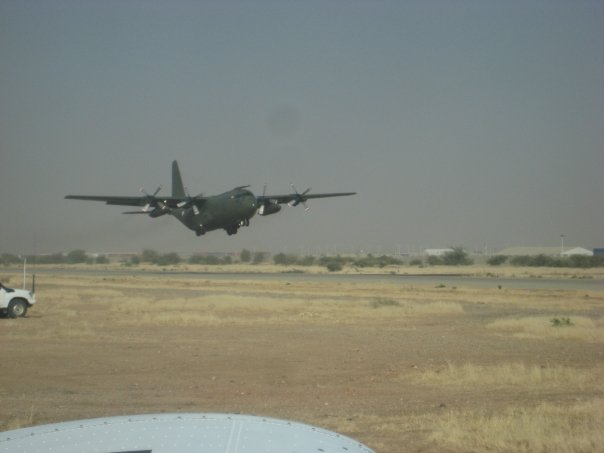
Aéroport
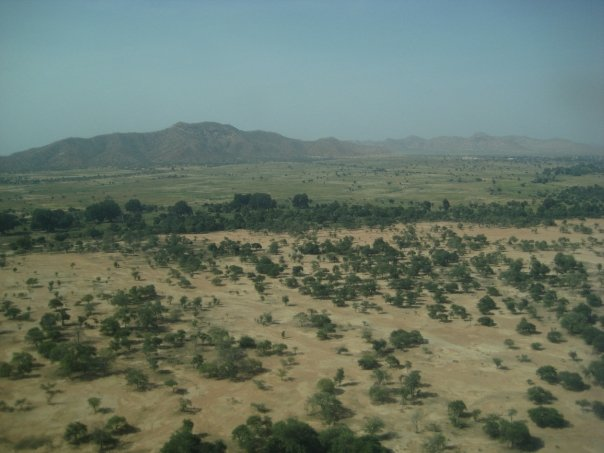
Goz Beida
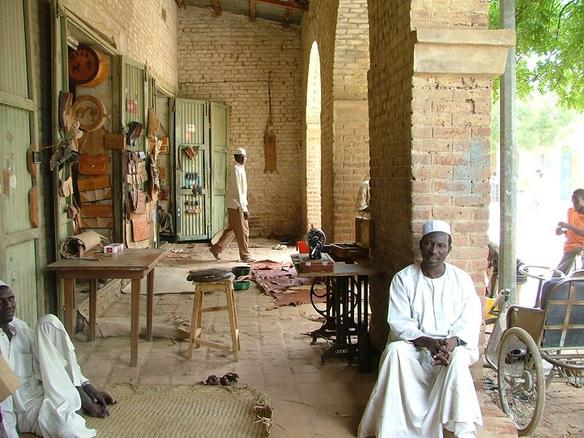
Boutique de cuir
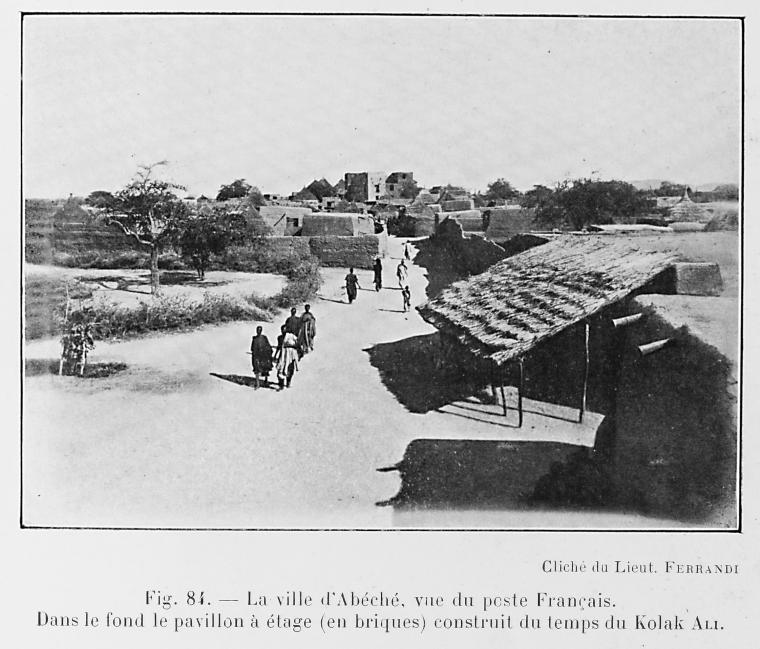
Abéché (1918)
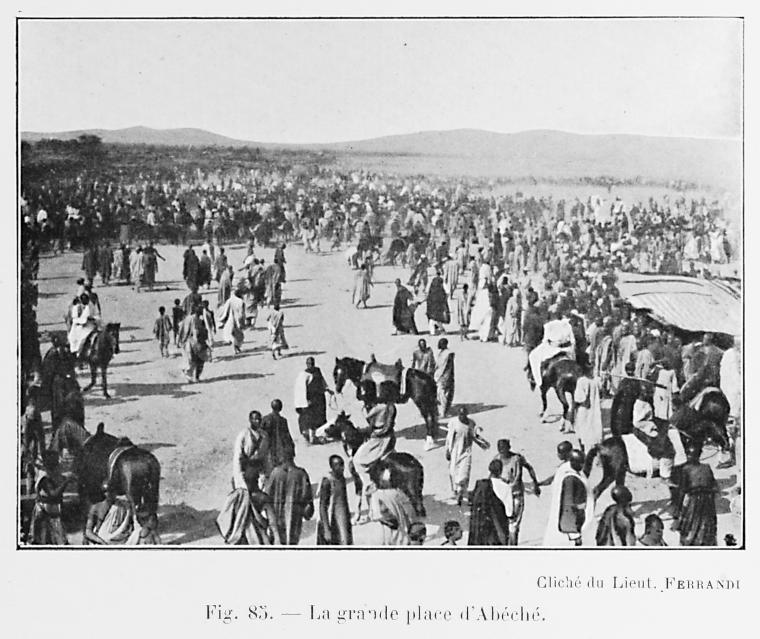
Marché d'Abéché (1918)
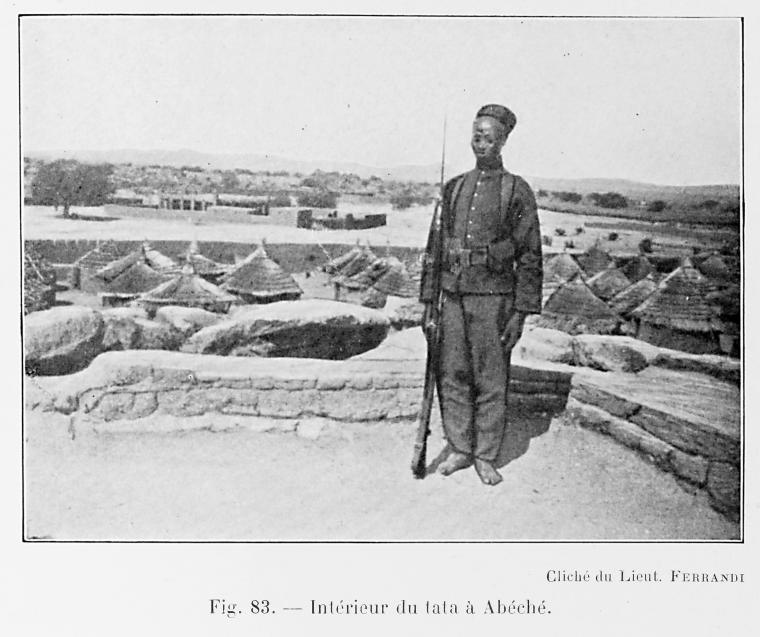
Tata (1918)
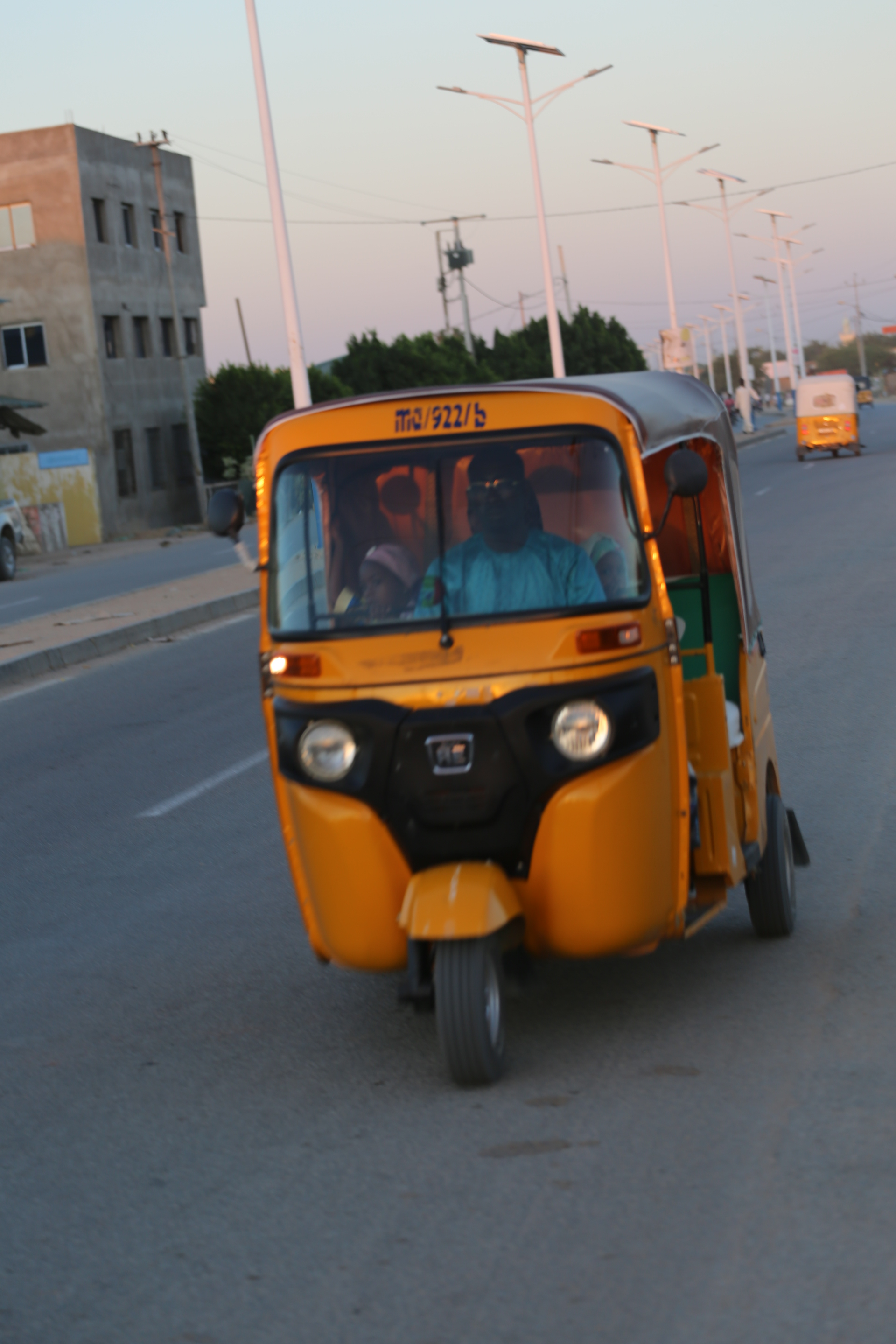
un tricycle sur la route à Abéché